# Agelasta andamanica
Agelasta andamanica är en skalbaggsart som först beskrevs av Stefan von Breuning 1935.  Agelasta andamanica ingår i släktet Agelasta och familjen långhorningar. Inga underarter finns listade i Catalogue of Life.